# Luchen
Luchen is een buurtschap en woonwijk ten noorden van Mierlo, in de gemeente Geldrop-Mierlo, in de Nederlandse provincie Noord-Brabant. 
De buurtschap Luchen ligt aan een straatweg tussen de kom van Mierlo en het Eindhovensch Kanaal. Er wordt vooral tuinbouw beoefend.
Langs Luchen loopt de Luchense Wetering, die de bovenloop vormt van de Hooidonkse Beek. Ten zuidwesten van Luchen ligt de Molenheide, een dekzandgebied met naaldbos. Ten westen van de buurtschap ligt een landbouwgebied.
Op 6 maart 2008 begon men met een nieuwbouwplan in dit gebied, waar tot 2017 ongeveer 750 woningen moesten komen en ook een bedrijventerrein was geprojecteerd. In februari 2012 begon men met het bouwrijp maken van de grond voor fase 2, naar verwachting zouden de eerste ontwikkelaars in september beginnen met de bouw van de 270 woningen. 